# Phallodrilus parthenopaeus
Phallodrilus parthenopaeus is een ringworm uit de familie van de Naididae. De wetenschappelijke naam van de soort is voor het eerst geldig gepubliceerd in 1902 door Pierantoni.